# Православная церковь Кумамото
Православная церковь Кумамото (яп. 熊本ハリストス正教会) — храм Японской православной церкви в городе Кумамото.

## История
Православная община в Кумамото возникла в 1879 году. Спустя два года появился православный лекторий, который в дальнейшем стал молитвенным домом.
В 1926 году в квартале Синъясики открылась православная церковь, уничтоженная в 1945 году в результате бомбардировок в ходе Второй мировой войны.
Действующий храм построен в 1961 году. Строительство смогло осуществиться благодаря стараниям мирян, священника Сигэнобу Фудзихиры (по Бесстремянной, «священника Кацухира») и катехизатора Синдзи Нагасимы (впоследствии архиепископ Токийский Феодосий, митрополит всея Японии). В 2003 году церковь была отреставрирована.
В начале XXI века праздничные службы посещало больше десяти человек.

## Современность
Церковь в Кумамото — одна из трёх православных церквей на острове Кюсю, которые объединены в один приход. Относится к Киотоской и Западно-Японской епархии. Богослужения проводятся ежемесячно.
Особенностью православного храма является его размер: площадь здания составляет лишь 16 м².